# Station Gąsocin
Station Gąsocin is een spoorwegstation in de Poolse plaats Gąsocin.